# آبچلیک سبز

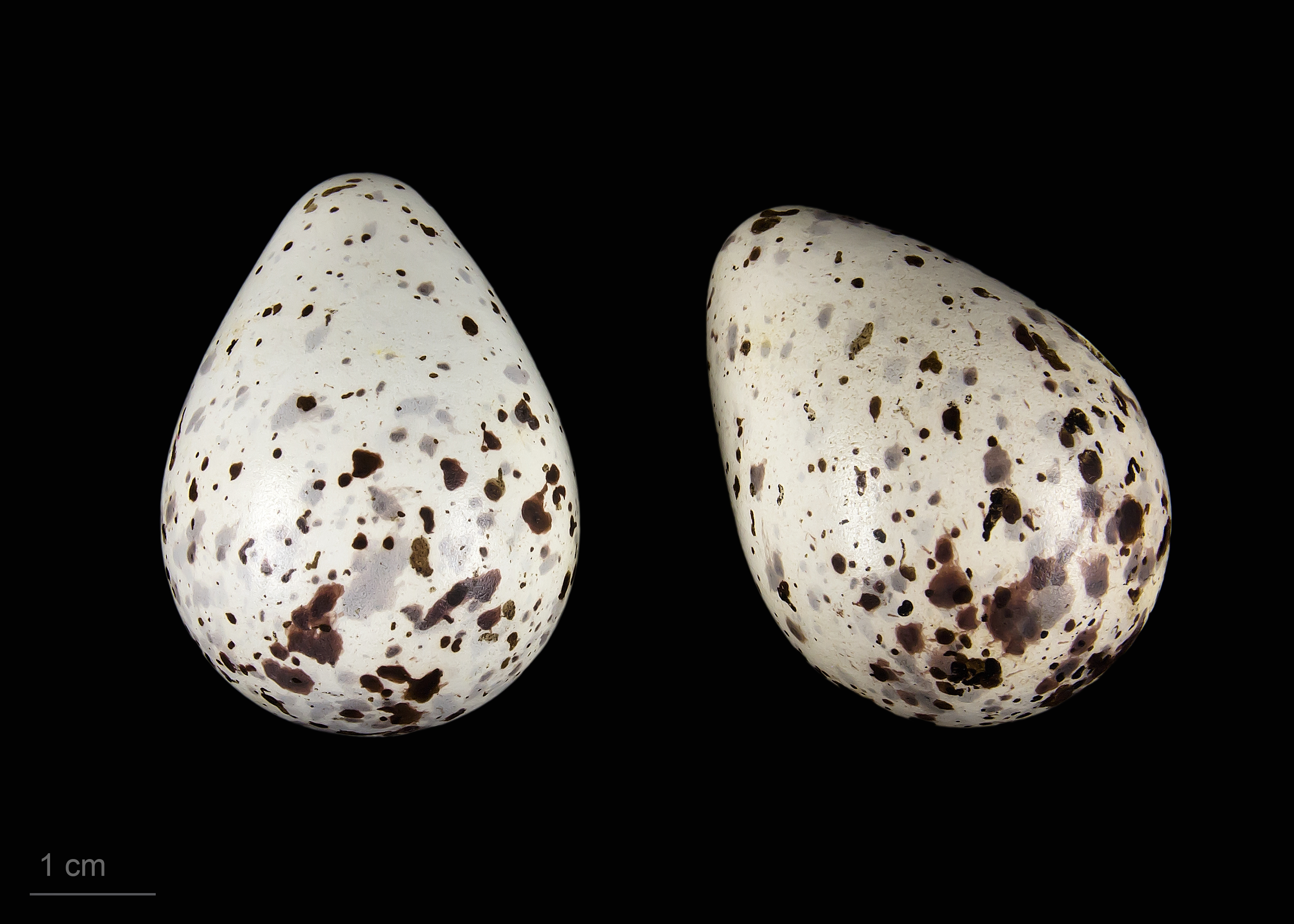
Tringa ochropus

آبچلیک سبز (نام علمی: Tringa ochropus) نام یک گونه از تیره آبچلیکان است.